# Ghisi
I Ghisi furono una famiglia patrizia veneziana, annoverata fra le cosiddette Case Nuove.

## Storia
La famiglia Ghisi sarebbe originaria di Firenze trapiantata successivamente a Venezia e alla sua aristocrazia da vincoli d'interesse e di parentela risalenti al Medioevo.
Membri dell'antico Consilium cittadino, pare che i Ghisi avessero ricevuto la dignità nobiliare nel 1222, vivente il doge Pietro Ziani, al cui tempo André e Girolamo Ghisi erano feudatari delle isole di Tino e Micono.
Confermati nel corpo patrizio veneziano alla serrata del Maggior Consiglio (1297), nel XIII secolo — all'epoca della spedizione militare di Marco I Sanudo nell'Egeo — i Ghisi diedero un contributo importante alla vittoria della Serenissima Repubblica, ricevendo la sovranità sulle isole greche di Sciro, Micono, Scopellos, Skiathos, Tinos ed un terzo di Negroponte (dove governarono il terzo centrale per circa un secolo dal 1299), feudi che tennero sino al 1390.

## Membri
Alcuni membri:
- Andrea Ghisi (..–1266/77), signore di Tinos e Mykonos.
- Giorgio I Ghisi (..–1311), signore di Tinos e Mykonos (1303–1311)
- Geremia Ghisi (..-1252), signore di Skopelos, Skiathos, Skyros e Andros.

## Luoghi e architetture
- Palazzo Boldù Ghisi, a Cannaregio.
- Palazzo Ghisi a Venezia
- Torre dei Ghisi a Skiathos